# 岩坪村
岩坪村（いわつぼそん）は、鳥取県高草郡・気高郡にあった村、自治体である。

## 概要
現在の鳥取市岩坪に当たり、千代川支流砂見川の源流部に位置した。
村名は、奥部にある小滝の滝壺が滑らかな岩で囲まれた壺のような形をしていることにちなむ。
藩政時代は鳥取藩領の高草郡松神西郷（まつがみにしのごう）に属した。また大庄屋の管轄は松上村・河内村・槇原村・細見村・上原村・尾崎村・大塚村と同じく上構に属した。
村内にある岩坪神社の獅子舞は、後に県指定無形民俗文化財に指定された。
特産品は岩坪紙があった。始まりは芸州より来た人によって教えられ、安永年間には藩の御用紙として採用された。紙の種類は階田紙の一枚漉きであったが時勢の変遷とともに漸次衰退の一途をたどった。明治に入ると紙業再興のため当村の清水清録が鳥取市の紙商島田豊吉と協力して福井県より叩解機を買い入れ、蒸気乾燥器も設置した。さらに高知県から技術者を招聘して効率の増進・品質改善に精励し、1893年（明治26年）にはシカゴ万国博覧会に出品して有功銅章を受賞するなど声価は内外に高まった。この功績を記念して1899年（明治32年）12月に有志により紀功碑が建立された。

## 沿革
- 1883年（明治16年） - 竹生村（後の美穂村）に置かれた高草郡竹生村外15ヶ村戸長役場の管轄区域となる[2][5]。
- 1889年（明治22年）10月1日 - 町村制の施行により、近世以来の岩坪村が単独で自治体を形成して高草郡岩坪村が発足。大字は編成せず。砂見村との組合役場を砂見村大字上砂見村に設置[1][2]。
- 1896年（明治29年）4月1日 - 郡制の施行により、高草郡・気多郡の区域をもって気高郡が発足し、気高郡岩坪村となる。
- 1918年（大正7年）1月1日 - 砂見村と合併して神戸村が発足。同日岩坪村廃止、神戸村大字岩坪となる[1][6]。

## 行政
- 歴代村長（岩坪村砂見村組合村長）は砂見村を参照。

## 教育
- 岩坪尋常小学校（後の鳥取市立神戸小学校岩坪分校）

## 交通
1897年（明治30年）に岩坪〜賀露間の道路が着工され、1903年（同36年）完工した。